# São Lourenço em Piscibus (diaconia)
São Lourenço em Piscibus (em latim, S. Laurentii in Piscibus) é uma diaconia instituída em 24 de novembro de 2007, pelo Papa Bento XVI, por meio da bula papal Purpuratis Patribus. Sua igreja titular é San Lorenzo in Piscibus.

## Titulares protetores
- Paul Josef Cordes (2007-2018); título pro hac vice (2018-2024)